# یاسین ایسلک
یاسین ایسلک (ترکی استانبولی: Yasin Islek؛ زادهٔ ۸ فوریه ۱۹۸۸) بازیگر اهل آلمان است.

از فیلم‌ها یا برنامه‌های تلویزیونی که وی در آن نقش داشته‌است می‌توان به هشدار برای کبرا ۱۱ اشاره کرد.